# Park Narodowy Gambii
Park Narodowy Gambii (ang. River Gambia National Park) – park narodowy w Gambii w dywizji Central River, założony w 1978 roku. Obejmuje teren archipelagu Baboon Islands, składającego się z pięciu wysp na rzece Gambia o łącznej powierzchni 585 ha, porośniętych tropikalnym lasem deszczowym w postaci lasu galeriowego.
W 1979 roku na teren parku sprowadzono szympansy, skonfiskowane z nielegalnego handlu zwierzętami w Afryce. Z uwagi na skłonność szympansów do agresji wobec ludzi, teren parku jest zamknięty dla zwiedzających. Z pobliskich miast Kuntaur i Janjanbureh można się jednak udać na rejs łodzią po rzece Gambia wokół wysp archipelagu.